# Parc provincial des Chutes
Le parc provincial des Chutes (anglais : Chutes Provincial Park) est un parc provincial située dans le centre de l'Ontario, au Canada.  Ce parc protège la partie escarpée de la rivière aux Sables, un cours d'eau ayant servi durant la traite des fourrures.

## Présentation
Le parc de 108,32 hectares est traversé par la rivière aux Sables.  Le parc est situé dans le district de Sudbury dans la province de l'Ontario.
Le parc des Chutes tient son nom aux chutes et rapides de la rivière aux Sables lors de son passage dans ce parc provincial.
Après un parcours d'une cinquantaine de kilomètres orienté plein Sud, la rivière aux Sables traverse le parc provincial des Chutes avant de se jeter dans la rivière Spanish à la hauteur du canton canadien de Sables-Spanish Rivers au Nord du Parc provincial La Cloche. Les eaux de la rivière aux Sables rejoignent le lac Huron et contribuent au bassin fluvial du fleuve Saint-Laurent.